# Emma Gramatica

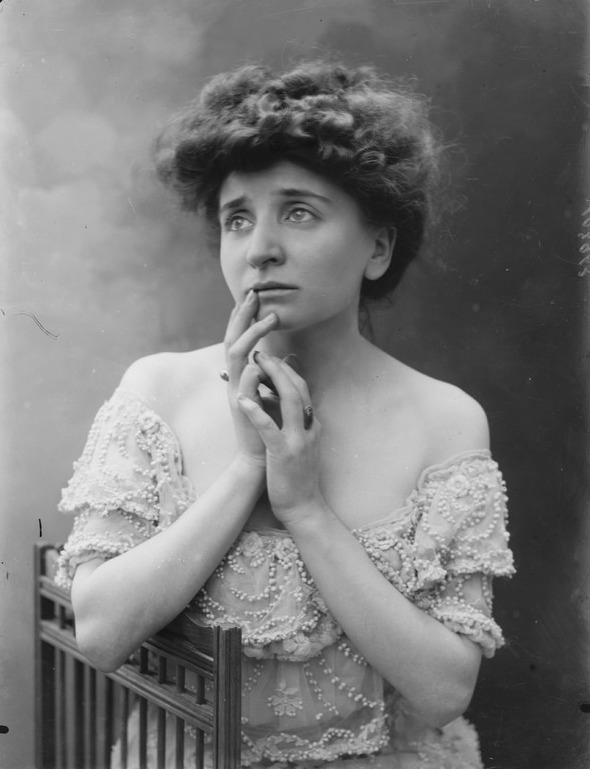
Emma Gramatica (vor 1930)

Emma Gramatica (* 25. Oktober 1874 in Borgo San Donnino, heute Fidenza; † 8. November 1965 in Lido di Ostia) war eine italienische Schauspielerin.

## Leben
Gramaticas große Leidenschaft galt dem Theater, an dem sie große Erfolge feierte. Früh hatte sie an der Seite Eleonora Duses eine Russland- und USA-Tournee unternommen. Dann gehörte sie prägenden Ensembles des ausgehenden 19. Jahrhunderts um Ermete Zacconi, Flavio Andò, Enrico Reinach und Ermete Novelli an. Mit ihrer eigenen Compagnie führte sie romantische wie realistische Stücke auf und war für die Inszenierungen von Stücken George Bernard Shaws bekannt. Europatourneen folgten.
Die Schwester der Schauspielerin Irma Gramatica gab 1916 ihr Filmdebüt. Ab Beginn der 1930er Jahre spielte sie in einer Reihe erfolgreicher Filmdramen, deren Höhepunkt sie 1951 mit Das Wunder von Mailand feiern konnte. 1954 drehte sie als Koregisseurin von Piero Ballerini den Film Peppino e la nobile dama. In den 1930er Jahren war sie auch für die damals beliebten Radioinszenierungen aktiv.
Gramatica zählte zu den bekanntesten und beliebtesten Schauspielerinnen ihrer Generation.

## Filmografie (Auswahl)
- 1916: Quando il canto si spegne
- 1937: Marcella
- 1941: Mutter (Mamma)
- 1941: Tragödie einer Liebe (Vertigine)
- 1951: Das Wunder von Mailand (Miracolo a Milano)
- 1961: Hochwürden Don Camillo (Don Camillo monsignore… ma non troppo)